# Code of Honor 2: Conspiracy Island
Code of Honor 2: Conspiracy Island (Українська назва — «Code of Honor 2: Засекречений острів») — відеогра жанру шутера від першої особи, розроблена та видана компанією City Interactive. В Україні та країнах СНД гра була видана 15 серпня 2008 року компанією Новий Диск.

## Сюжет
В грі йдеться про Королівський острів, який колись був французькою колонією. Цей острів відомий своїми моторошною в'язницею. В'язницю закрили, коли у другій половині XX століття тут побудували фабрику, яка з часом стала секретною лабораторією з ядерним реактором всередині. З метою завдати удару по секретній базі, терористи на чолі з генералом Мендозою прибувають на острів.
Уряд відправляє для протистояння їм загін спеціального призначення Іноземний легіон, їх завдання — знищити терористів та нейтралізувати Мендозу.